# Perutz Stadion
A Perutz Stadion Pápa legnagyobb labdarúgópályája. A 2002 őszén átadott új stadion 5500 fő befogadására alkalmas. A 3108 ülőhelyből 500 fedett. A gyepszőnyeg felülete 9600 m². Automata öntözőrendszer gondoskodik az állandó, jó minőségű fűről. A pálya egyik oldalán 109 m hosszú nagy lelátó, a másikon 41,5 m hosszú kis lelátó épült. A szurkolók érkeztetése a főépület két oldalán telepített beléptető rendszerrel történik.
Hazai klubja, a Lombard Pápa Termál FC az első osztályú bajnokság szereplője, ahova a 2008-09-es idény végén jutott fel, miután 3 évet töltött az NB II-ben. 2009. augusztus 15-ig a villanyvilágítás erősségét 1000-ről 1200 lux-ra emelik, valamint létrehoznak egy 1080 fős mobil lelátót a vendégszurkolók részére, így bővül 5500 főre a befogadóképesség. Az „aréna” alkalmas nemzetközi mérkőzések lebonyolítására. 2009 november 7-én, a Ferencváros elleni mérkőzésen volt az eddigi legmagasabb nézőszám, 5500 szurkoló.

## Fontosabb mérkőzések
| Dátum            | Kiírás         | Ellenfél                 | Eredmény | Nézőszám |
| ---------------- | -------------- | ------------------------ | -------- | -------- |
| 2005. június 19. | Intertotó-kupa | SZK WIT Georgia Tbiliszi | 2–1      | 1500     |
| 2005. július 3.  | Intertotó-kupa | IFK Göteborg             | 2–3      | 3000     |